# Love Somebody (마룬 5의 노래)
"Love Somebody"(〈러브 섬바디〉)는 미국의 팝 록 밴드 마룬 5의 네 번째 정규 음반 Overexposed의 네 번째 싱글이다.

## 뮤직 비디오
"Love Somebody"의 뮤직 비디오는 2013년 1월 16일 리치 리의 감독 하에 촬영되었다. 모델 Emily Ratajkowski가 출연하였다. 2013년 5월 20일, 미국 NBC의 《더 보이스》에서 뮤직 비디오가 공개되었으며, 공식 공개 하루 전인 19일 온라인 상에서 의도치 않게 뮤직 비디오가 유출되었다.

## 제작
엔지니어링 및 믹싱
- 엔지니어링 - 미국 콜로라도주 덴버 페트리옷 스튜디오, 미국 캘리포니아주 로스앤젤레스 콘웨이 스튜디오
- 믹싱 - 미국 버지니아 비치 믹스스타 스튜디오

제작진
| - 작사작곡 – 애덤 리바인, 라이언 테더, 노엘 장카넬라(Noel Zancanella), 나타니엘 모트 - 프로듀싱 – 라이언 테더, 노엘 장카넬라 - 엔지니어링 – 스미스 칼슨, 노아 "메일박스" 페소보이(Noah "Mailbox" Passovoy) - 보조 엔지니어링 – Eric Eylands | - 믹싱 – Serban Ghenea - 믹싱 엔지니어 – John Hanes - 믹싱 보조 – Phil Seaford - 프로그래밍 및 키보드 – 라이언 테더, 노엘 장카넬라 |

크레딧 출처 - A&M/옥톤 Overexposed

## 차트 성적
Overexposed의 발매 후인 2012년 6월 24일, 디지털 다운로드의 강세로 "Love Somebody"는 대한민국의 가온 차트에서 35,892장의 판매고를 올려 8위로 데뷔하였다. 그 다음주에는 16,752장의 추가적 판매고를 올려 15위를 기록하였다. 이 곡은 8주 동안 가온 차트 상위 100위 안에 들었다.
| 차트 (2012년 ~ 2013년)                     | 최고 순위 |
| ------------------------------------------ | --------- |
| 벨기에 (울트라팁 플랑드르)                 | 13        |
| 벨기에 (울트라팁 왈로니아)                 | 2         |
| 캐나다 (캐나디안 핫 100)                   | 10        |
| Croatia (Airplay Radio Chart)              | 6         |
| 프랑스 (SNEP)                              | 87        |
| Iceland (Tonlist)                          | 9         |
| 아일랜드 (IRMA)                            |           |
| Lebanon (The Official Lebanese Top 20)     | 15        |
| Mexico Top Anglo (Monitor Latino)          | 15        |
| 뉴질랜드 (레코드 뮤직 NZ)                  | 34        |
| 슬로바키아 (IFPI)                          | 41        |
| 대한민국 (가온 차트)                       | 8         |
| 남아프리카공화국 (Mediaguide)              | 8         |
| Ukraine (FDR)                              | 17        |
| 미국 빌보드 핫 100                         | 10        |
| 미국 팝 송 (《빌보드》)                    | 2         |
| 미국 어덜트 탑 40 (《빌보드》)             | 1         |
| 미국 어덜트 컨템포러리 (《빌보드》)        | 2         |
| Venezuela Pop Rock General (Record Report) | 4         |

| 차트 (2013년)            | 순위 |
| ------------------------ | ---- |
| 캐나다 (캐내디언 핫 100) | 35   |
| 미국 빌보드 핫 100       | 51   |

## 인증
| 국가        | 인증     | 판매량/출하량 |
| ----------- | -------- | ------------- |
| 미국 (RIAA) | 플래티넘 | 1,000,000     |